# Provinciale weg 213
De provinciale weg 213 (N213) is een provinciale weg in de provincie Zuid-Holland. De weg vormt in het verlengde van de A20 een verbinding tussen de N223 nabij Westerlee en de N211 ter hoogte van Poeldijk.
Tussen Westerlee en Naaldwijk is de weg uitgevoerd als vierstrooksweg met fysieke rijbaanscheiding. Het overige deel tot Poeldijk is uitgevoerd als tweestrooksweg zonder rijbaanscheiding. In het kader van Duurzaam Veilig is de gehele weg over de gehele lengte gecategoriseerd als gebiedsontsluitingsweg met een maximumsnelheid van 80 km/h. Tussen Westerlee en Naaldwijk draagt de weg de straatnaam Burgemeester Elsenweg, tussen Naaldwijk en Poeldijk heet de weg Nieuweweg.

## Geschiedenis
Hoewel de weg zelf nooit als planweg in een rijkswegenplan was opgenomen, was er vanaf het Rijkswegenplan 1932 een rijksweg gepland tussen Maasdijk en Naaldwijk. In eerste instantie was deze gepland als zijweg van rijksweg 20, en genummerd als rijksweg 20a.
Al in het volgende rijkswegenplan van 1938 zouden de plannen in het Westland drastisch gewijzigd worden. Van rijksweg 20 verviel het gedeelte tussen Maasdijk en Hoek van Holland als planweg, en het tracé van rijksweg 20 werd verlegd over rijksweg 20a richting Naaldwijk en verder richting Loosduinen bij Den Haag. Deze weg zou tot het rijkswegenplan van 1968 in ongewijzigde vorm onderdeel blijven van het rijkswegennet.
Uiteindelijk werd besloten om de A20 tussen Westerlee en Den Haag niet aan te leggen, en als gevolg daarvan werd de weg afgevoerd van het Rijkswegenplan 1984. De weg zou echter tot 1992 beheerd worden door Rijkswaterstaat, waar de weg administratief als rijksweg 713 bekend was. Voor de bewegwijzering werd vanaf het begin van de jaren 80 gebruikgemaakt van het N213. Deze verliep vanaf de aansluiting Maasdijk-Oost van de A20 via Naaldwijk naar Den Haag.
Uiteindelijk werd rijksweg 713 in het kader van de Wet herverdeling wegenbeheer op 1 januari 1993 overgedragen aan de provincie Zuid-Holland. Aangezien een klein gedeelte van rijksweg 20, tussen Maasdijk en Westerlee op de bewegwijzering genummerd was als N213, maar niet werd overgedragen aan de provincie, werd dit gedeelte genummerd als A20. De provincie Zuid-Holland maakte het gedeelte tussen Poeldijk en Den Haag onderdeel van de N211.
N23 · N194 · N196 · N197 · N198 · N199 · N200 · N201 · N202 · N203 · N204 · N205 · N206 · N207 · N208 · N209 · N210 · N211 · N212 · N213 · N214 · N215 · N216 · N217 · N218 · N219 · N220 · N221 · N222 · N223 · N224 · N225 · N226 · N227 · N228 · N229 · N230 · N231 · N232 · N233 · N234 · N235 · N236 · N237 · N238 · N239 · N240 · N241 · N242 · N243 · N244 · N245 · N246 · N247 · N248 · N249 · N250 · N307

N401 · N402 · N403 · N404 · N405 · N406 · N407 · N408 · N409 · N410 · N411 · N412 · N413 · N414 · N415 · N416 · N417 · N418 · N419 · N420 · N421 · N439 · N440 · N441 · N442 · N443 · N444 · N445 · N446 · N447 · N448 · N449 · N450 · N451 · N452 · N453 · N454 · N455 · N456 · N457 · N458 · N459 · N460 · N461 · N462 · N463 · N464 · N465 · N466 · N467 · N468 · N469 · N470 · N471 · N472 · N473 · N474 · N475 · N476 · N477 · N478 · N479 · N480 · N481 · N482 · N483 · N484 · N487 · N488 · N489 · N490 · N491 · N492 · N493 · N494 · N495 · N496 · N497 · N498 · N501 · N502 · N503 · N504 · N505 · N505 (Andijk) · N506 · N507 · N508 · N509 · N510 · N511 · N512 · N513 · N514 · N515 · N516 · N517 · N518 · N519 · N520 · N521 · N522 · N523 · N524 · N525 · N526 · N527 · N806 · N830 · N848

Cursief vermelde wegen zijn voormalige Provinciale wegen